# امبر هرن
امبر هرن (انگلیسی: Amber Hearn؛ زادهٔ ۲۸ نوامبر ۱۹۸۴)  فوتبالیست اهل نیوزیلند است.
از باشگاه‌هایی که در آن بازی کرده‌است می‌توان به باشگاه فوتبال آرسنال، تیم فوتبال زنان آرسنال، تیم ملی فوتبال زنان نیوزیلند، و باشگاه فوتبال دونکستر راورز اشاره کرد.
وی همچنین در تیم ملی فوتبال زنان نیوزیلند بازی کرده‌است.